# Luigina Giavotti
Luigina Giavotti, née le 12 octobre 1916 à Pavie et morte le 4 août 1976, est une gymnaste artistique italienne.

## Carrière
Luigina Giavotti remporte aux Jeux olympiques d'été de 1928 à Amsterdam la médaille d'argent du concours par équipes féminin avec Bianca Ambrosetti, Lavinia Gianoni, Luigina Perversi, Diana Pizzavini, Anna Luisa Tanzini, Carolina Tronconi, Ines Vercesi, Rita Vittadini, Virginia Giorgi, Germana Malabarba et Carla Marangoni.